# U2 3D
U2 3D es una película de concierto en 3D producida en Estados Unidos en 2008, centrada en la presentación de la banda de rock U2 durante su Vertigo Tour en 2006. La película contiene la interpretación de 14 canciones, incluidas las pistas de How to Dismantle an Atomic Bomb (2004), el álbum apoyado con la gira. El metraje del concierto incluye declaraciones políticas y sociales hechas durante los espectáculos. Es el segundo largometraje de la banda, después de su rockumentary Rattle and Hum de 1988. Entre varias novedades cinematográficas, U2 3D es la primera cinta en 3D digital de acción en vivo.
El proyecto se creó para experimentar con un nuevo tipo de tecnología de película en 3D iniciada por el productor Steve Schklair. Después de considerar rodar juegos de fútbol americano en 3D, la compañía de Schklair, 3ality Digital, decidió crear una película de concierto con U2. La banda dudaba en participar, pero aceptó el proyecto principalmente como un experimento tecnológico en lugar de una empresa con fines de lucro. Aunque ambientado en Buenos Aires, U2 3D se filmó en siete conciertos en América Latina y dos en Australia. La compleja configuración de la película incluía filmar con hasta 18 cámaras 3D de manera simultánea y capturar el material de archivo digitalmente.
Después de una presentación preliminar en el Festival de Cine de Cannes de 2007, U2 3D debuta en el Festival de Cine de Sundance en 2008 y tiene su estreno limitado a finales de enero de 2008, seguido de su estreno nacional el mes siguiente. National Geographic Entertainment distribuyó la película y solo se estrenó en IMAX 3D y en cines digitales en 3D. Alcanzó el puesto número 19 en la taquilla de los Estados Unidos, y ganó más de 26 millones de dólares en todo el mundo, clasificándose como una de las cintas de conciertos con mayor recaudación. Recibió opiniones muy positivas, y los críticos elogiaron la tecnología 3D y la innovación. U2 3D ganó varios premios y su recepción convenció a algunos de los creadores de que el proyecto marcó un cambio de paradigma en el cine.

## Sinopsis
U2 3D representa un concierto de U2 en Buenos Aires durante el Vertigo Tour de la banda. Al comienzo de la película, se oye una voz que canta a «todos» en un estadio lleno de gente, seguido por los fanáticos que corren por el lugar. U2 comienza el concierto con «Vertigo», seguido de diez canciones más en el set principal. A lo largo del concierto se muestran imágenes en la pantalla led del escenario. Se hacen declaraciones políticas y sociales durante algunas canciones, incluyendo «Sunday Bloody Sunday» —durante el cual la palabra «coexista» se deletrea en pantalla a través de varios símbolos religiosos— y «Miss Sarajevo», durante la cual un narrador lee en voz alta un extracto de la Declaración Universal de los Derechos Humanos. El conjunto principal termina con «One», después de lo cual el grupo abandona el escenario. Regresan para un encore e interpretan «The Fly», durante la cual una sucesión de palabras y frases aparecen en la pantalla led del escenario y se superponen en la película. U2 termina el programa con «With or Without You» y abandona el escenario por última vez. A medida que comienzan los créditos finales, se escucha una presentación en vivo de «Yahweh» mientras se muestran las animaciones de la pantalla led del escenario. U2 reaparece en el escenario en una escena a la mitad de los créditos interpretando el final de la canción.

## Producción

### Antecedentes

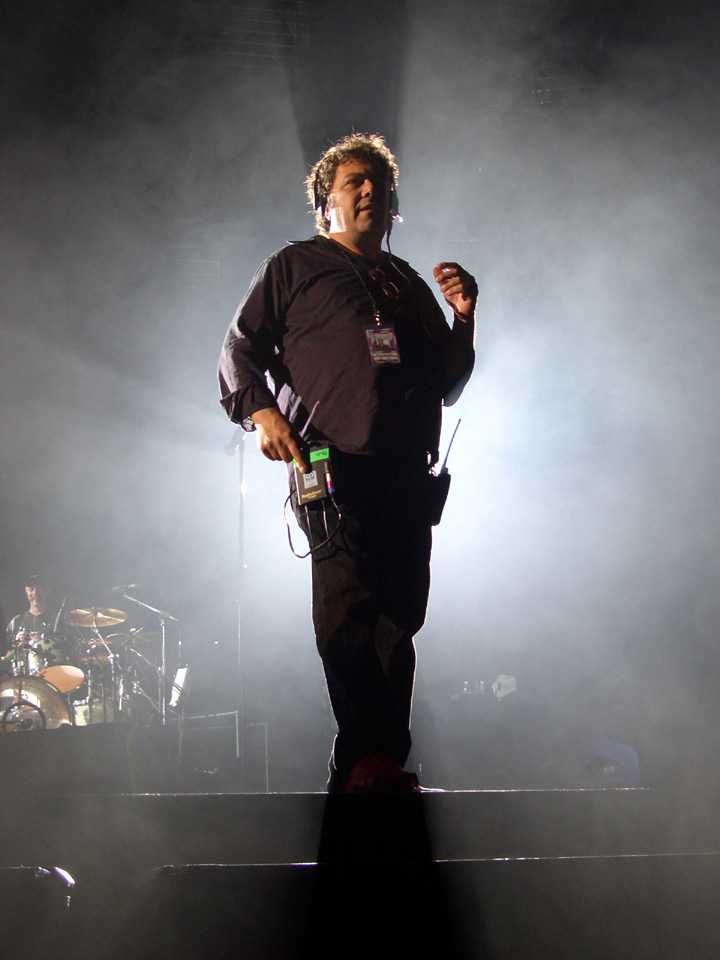
El productor Steve Schklair, fotografiado durante la filmación, fue pionero en la tecnología 3D utilizada en la producción deU2 3D.

En 2001, los productores Jon y Peter Shapiro crearon una película de concierto en IMAX 2D titulada All Access, que contó con presentaciones en vivo de varios músicos. Debido a la dificultad de utilizar el material de película IMAX convencional (que se tenía que reemplazar cada tres minutos de filmación), los Shapiro querían usar la tecnología digital para su próximo proyecto, que fácilmente podría escalarse al formato IMAX sin pérdida de calidad. Al notar cómo las películas en 3D superaron a las películas en 2D, buscaron que su próximo proyecto estuviera en el formato IMAX 3D.
Mientras buscaban un nuevo medio de tecnología digital 3D, los Shapiro conocieron al productor Steve Schklair, fundador de Cobalt Entertainment en 2000. Schklair había desarrollado recientemente una técnica de filmación digital en 3D conocida como «corte de profundidad activa», que permitía cortes suaves entre tomas que normalmente no se alinearían cuando se filmaban en 3D. Esto se hizo usando la fotografía de control de movimiento y el procesamiento de imágenes en tiempo real para crear una experiencia 3D realista sin someter al espectador a mareos excesivos o fatiga visual. Se pensó como una forma económica y efectiva de filmar eventos en vivo tales como conciertos o deportes. Con la ayuda de John y David Modell, antiguos dueños del equipo de fútbol americano Baltimore Ravens, la tecnología digital 3D se probó en varios juegos de la National Football League (NFL) en la temporada de 2003, incluido el Super Bowl XXXVIII. Cobalt mostró las imágenes a la NFL, con la esperanza de crear una película IMAX 3D basada en la NFL. Mientras esperaban una respuesta, los Shapiro propusieron la idea de crear una película de concierto en 3D para los cines IMAX. Aunque All Access había mostrado a varios artistas, los Shapiro quisieron entonces enfocarse en un solo acto. Ya que eran fanáticos de U2, sugirieron que la banda era una muy posible candidata. Así que Schklair sintió que U2 sería una buena opción para la película debido a sus grandes configuraciones de conciertos y su movimiento constante durante la ejecución, lo que proporcionaría una buena profundidad de campo para los efectos 3D.

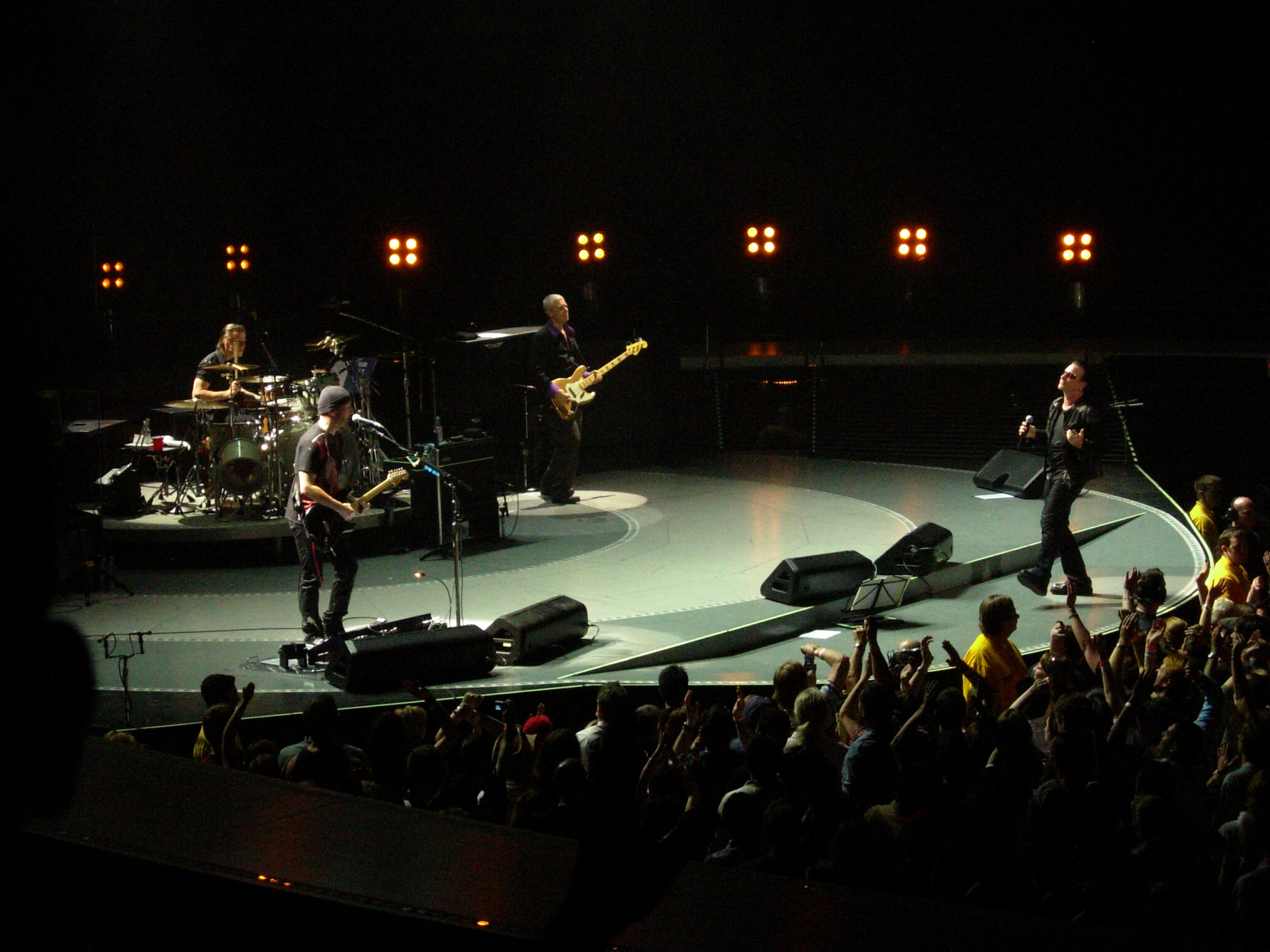
Las imágenes de prueba para la película se grabaron en un concierto del Vertigo Tour en Anaheim, California.

La colaboración de David y John Modell con U2 para la película se vio facilitada por su participación con la banda en la investigación de la tecnología de pantallas led en 1997 para su uso en el Ravens Stadium en Camden Yards. En ese momento, la única pantalla led gigante en existencia estaba siendo utilizada por U2 en su PopMart Tour. Para aprender sobre la tecnología, John Modell realizó una gira con U2 de forma intermitente durante un período de seis meses. A lo largo de ese tiempo, se hizo amigo de Catherine Owens, quien se desempeñó como directora de arte del grupo desde su Zoo TV Tour en 1992.
Aún sin poder contactar a Paul McGuinness, gerente de U2, Peter Shapiro propuso la idea a Owens. Esta última estaba investigando el contenido de arte para el próximo Vertigo Tour y pensó que el concepto podría usarse para mostrar videos en 3D como parte de los conciertos de U2. Shapiro explicó que la tecnología no estaba muy desarrollada y simplemente quería documentar la gira en 3D, pero Owens no estaba interesada en hacer una película de la banda, por temor a que interfiriera con la gira, por lo que rechazó la oferta. A pesar de ello, Shapiro le mostró a Owens las imágenes en 3D de los juegos de la NFL. Fue entonces cuando Owens expresó interés en dirigir la película propuesta, a pesar de no tener experiencia previa. Según el bajista Adam Clayton, U2 no buscaba hacer otra película de concierto, pero Owens «los empujó» a ello. Una vez que la banda vio las tomas de prueba, el líder Bono expresó interés y convenció a sus compañeros de banda para que se comprometieran. Dado que U2 ya había experimentado con la tecnología de video en el pasado, veían el proyecto como un experimento tecnológico en lugar de un medio para obtener ganancias, y como un recurso para compartir la experiencia en vivo con los fanáticos que no pudieron pagar las entradas para conciertos.
La preproducción para U2 3D comenzó oficialmente a principios de 2004, 3ality Digital —una compañía formada por Schklair Cobalt Entertainment y su sociedad con los hermanos Modell y Shapiro— se encargó de dirigir la producción. A mediados de año, Bono acordó dejar que el equipo de 3ality Digital grabara imágenes de prueba, lo cual se logró con una sola cámara 3D en uno de los conciertos de la gira Vertigo Tour de U2 en Anaheim, California, en marzo de 2005. U2 se mostró insatisfecho con su largometraje de rock de 1988, Rattle and Hum, que mezclaba imágenes de detrás del escenario y entrevistas con actuaciones del concierto. Los realizadores decidieron que U2 3D solo tendría imágenes de los conciertos. Los productores originalmente querían filmar en Los Ángeles, donde se encontraban todos los equipos de filmación, pero Owens y la banda decidieron que necesitaban una audiencia más entusiasta. U2 finalmente optó por filmar en cinco ciudades de América Latina de febrero a marzo de 2006, creyendo que su ausencia en la región durante ocho años fomentaría un ambiente lleno de energía. El único de los ocho shows en Latinoamérica que no se rodó fue el primero en Monterrey, México. El proyecto permitió a U2 compartir los conciertos del estadio al aire libre con su audiencia en los Estados Unidos.

### Rodaje
La producción de U2 3D presentó la primera configuración de múltiples cámaras en 3D y se filmó con cada cámara digital en 3D y la plataforma de grabación existente. El personal tenía dos días para configurar el equipo de filmación antes de cada concierto, que requería instalar cables de fibra óptica y conectar un generador eléctrico para suministrar energía en cada lugar. El set de filmación consistió en nueve plataformas 3D hechas a la medida. La gran escala del proyecto impulsó a 3ality Digital a trabajar con el director James Cameron —su principal competidor en ese momento —. 3ality usó sus propias cámaras 3flex TS1 para filmar, además de cinco plataformas Fusion 3D, diseñadas por Cameron y el operador de cámara Vincent Pace. Se utilizaron un total de 18 cámaras Sony CineAlta HDC-F950 para filmar, con dos en cada plataforma. Estas fueron equipadas con lentes de zoom digital Zeiss, lo que convierte a U2 3D en la primera película en 3D que utiliza una lente de zoom. Una de las plataformas de la Fusion 3D se usó como Spidercam y se convirtió en el primer dron 3D. Las cámaras de cada equipo se separaron a la distancia de los ojos para crear un efecto 3D en la postproducción. Usando un divisor de haz montado en la plataforma, una cámara se disparó a través de un espejo 50/50, mientras que la otra disparó la imagen reflejada desde ese espejo. Cada plataforma pesaba un promedio de 91 kg. Todas las imágenes del concierto se grabaron con configuraciones de dos cámaras, excepto las dos tomas de Melbourne, donde también se usó una CineAlta con un Steadicam para capturar primeros planos. Se capturó video de alta definición en las cubiertas de grabación HDCAM SR, lo que permitió al equipo filmar un concierto completo.
Se requirió que cinco miembros del equipo trabajaran en cada plataforma simultáneamente para asegurar que el enfoque en ambas cámaras estuviera sincronizado. Se impermeabilizaron todas las cámaras después de que un guardia de seguridad del concierto arrojara cubos de agua a la audiencia, con lo que una de las cámaras dejó de ser útil. Debido a la experiencia limitada de Owens antes de la producción, parte del rodaje en Sudamérica lo dirigió Mark Pellington, quien anteriormente trabajó con U2 en el video musical de «One». Pellington, al no participar en la posproducción, dejó a Owens como la responsable de los aspectos restantes del proyecto, incluida la dirección creativa y la edición.
| No. | Fecha                   | Lugar                    | Localización              |
| --- | ----------------------- | ------------------------ | ------------------------- |
| 1   | 15 de febrero de 2006   | Ciudad de México, México | Estadio Azteca            |
| 2   | 16 de febrero de 2006   | Ciudad de México, México | Estadio Azteca            |
| 3   | 20 de febrero de 2006   | São Paulo, Brasil        | Estádio do Morumbi        |
| 4   | 21 de febrero de 2006   | São Paulo, Brasil        | Estádio do Morumbi        |
| 5   | 26 de febrero de 2006   | Santiago, Chile          | Estadio Nacional de Chile |
| 6   | 1 de marzo de 2006      | Buenos Aires, Argentina  | Estadio de River Plate    |
| 7   | 2 de marzo de 2006      | Buenos Aires, Argentina  | Estadio de River Plate    |
| 8   | 18 de noviembre de 2006 | Melbourne, Australia     | Telstra Dome              |
| 9   | 19 de noviembre de 2006 | Melbourne, Australia     | Telstra Dome              |

Los conciertos se filmaron en un estilo que Owens describió como «muy poco ortodoxo»; no se utilizaron guiones gráficos ni guiones de filmación para garantizar que se improvisaran imágenes de las actuaciones de U2. En lugar de ser dirigido, U2 realizó cada uno de sus conciertos como de costumbre, mientras el personal de filmación grababa imágenes en tiempo real de los dos conciertos completos de 2 horas y media. Las tomas se planearon de tal manera que la actuación de la banda y la vista de la audiencia no se interrumpieran. Para evitar capturar otras plataformas de cámara en el material de archivo, el equipo filmó desde la parte posterior del escenario o alternaría cada noche entre las panorámicas. Varios shows fueron editados juntos para crear una performance; por lo tanto, se requirió que U2 usara la misma ropa todas las noches para mantener la continuidad. Focos adicionales se enfocaron en la audiencia durante la filmación, y la iluminación se atenuó en la pantalla led del escenario. Se usaron 110 micrófonos para grabar el audio del concierto, que incluyeron algunos colocados en el escenario principal y alrededor de los dos «escenarios B» para grabar a la banda, y otros colocados en todo el lugar para grabar a la audiencia.
La fotografía principal comenzó en febrero de 2006, bajo la supervisión del director de fotografía 3D Peter Anderson; se filmaron dos espectáculos en la Ciudad de México para capturar planos medios para que así el equipo aprendiera la coreografía de las actuaciones de U2. Los técnicos capturaron tomas medias adicionales al usar dos configuraciones de cámara en los dos conciertos de São Paulo, así como imágenes del baterista Larry Mullen Jr. con una configuración de cámara única en el show en Santiago. Durante los preparativos para los conciertos de Buenos Aires, U2 interpretó un conjunto de 10 canciones sin audiencia, de modo que el equipo pudo capturar imágenes de primer plano con una lente gran angular; hacerlo en el concierto habría interferido con el espectáculo. Owens apodó la sesión de «grabación fantasma (phantom shoot en inglés)». Durante los shows de Buenos Aires, se utilizaron las nueve configuraciones de cámara, para capturar tomas de U2 desde los «escenarios B». El rodaje de Buenos Aires se convirtió en el más grande del proyecto, al requerir un equipo de 140 personas.
En marzo de 2006, los conciertos restantes del Vertigo Tour se pospusieron cuando la hija del guitarrista The Edge enfermó. Mientras tanto, las imágenes de los siete programas filmados se editaron juntas, lo que llevó al equipo a solicitar tomas adicionales desde la parte posterior del estadio y los primeros planos de los miembros de la banda. Cuando la gira estaba en su quinta etapa en noviembre de 2006, se filmaron dos espectáculos adicionales en Melbourne para recoger material de archivo. En ese momento, las canciones que aparecían en el corte final de la película ya habían sido seleccionadas y, por lo tanto, solo se filmaron canciones específicas de los conciertos.

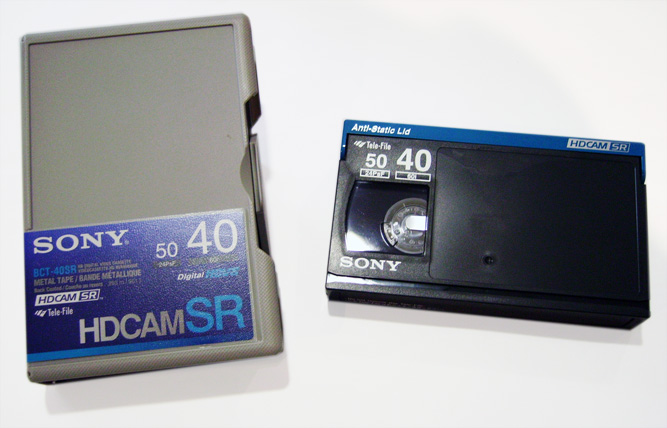
Las cintas HDCAM SR capturaron el material de archivo que luego se cargó en las computadoras para su edición.

### Montaje
La postproducción comenzó en febrero de 2006 y se realizó al mismo tiempo que la fotografía principal. El editor Olivier Wicki dirigió la postproducción, al trabajar estrechamente con Owens; los dos habían colaborado previamente en el video musical de «Original of the Species». Se filmaron más de 100 horas de metraje, con actuaciones de 26 canciones diferentes. Para atraer a una audiencia mayor, se eligieron 14 pistas para el corte final, de las cuales doce eran sencillos de U2 y dos pistas extras de How to Dismantle an Atomic Bomb, el álbum que apoyó el Vertigo Tour. Al seleccionar canciones para el proyecto, el equipo tenía que asegurarse de que las interpretaciones de cada pista encajaran entre sí. U2 quería incluir «Mysterious Ways» y «Until the End of the World», pero se quedaron fuera ya que Owens sintió que esas canciones no encajaban con el resto de la película. Afirmó que el enfoque principal de la película se basaba en la relación de U2 entre sí y con su público, y el desafío de seleccionar las canciones era crear una narrativa dentro de la actuación de la banda. Aunque «City of Blinding Lights» abrió la mayoría de los shows en la gira, «Vertigo» se seleccionó como la canción de apertura de U2 3D. Otras pistas que se interpretaron en la mayoría de los conciertos filmados que no aparecieron en el corte final fueron «Elevation», «I Still Haven't Found What I'm Looking For», «Original of the Species», y «Zoo Station». «With or Without You» resultó elegida como la última canción antes de los créditos finales, aunque solo cerró un concierto en la gira.
Después de seleccionar las canciones, las imágenes se editaron en 2D durante ocho meses en la ciudad de Nueva York. La postproducción de video continuó en Burbank, California, en las instalaciones de producción 3D de 3ality Digital, que se inauguró antes de que se completara el rodaje. Wicki trabajó con 3ality Digital para crear los efectos 3D y generados por computadora. Las imágenes de los nueve conciertos filmados, en su mayoría de los espectáculos de Buenos Aires, se editaron junto con las imágenes de la «grabación fantasma». Aunque los shows de la Ciudad de México eran de práctica, se usaron imágenes de esos conciertos, incluida una escena en la que Bono se acerca a la cámara durante «Sunday Bloody Sunday». Debido a que el equipo sintió que la audiencia de Melbourne carecía de la energía de las multitudes de América Latina, la mayoría de las imágenes de los conciertos de Melbourne no se utilizaron, excepto algunos primeros planos de Mullen.
La creación del efecto 3D implicó tomar el metraje 2D editado para el ojo derecho y asociarlo con el metraje para el ojo izquierdo. El montaje de las imágenes de Melbourne que utilizaron solo una cámara involucró un proceso separado para crear efectos 3D, conocido como «perspectiva virtual del segundo ojo». Se utilizaron varios programas de software para convertir imágenes de 2D a 3D. El software de edición principal, 3action, se desarrolló en 3ality Digital durante la fotografía principal. Permitió al equipo de postproducción cambiar los puntos de convergencia en cada disparo y crear múltiples puntos de convergencia. Las imágenes del ojo izquierdo y del ojo derecho se ensamblaron en capas separadas, luego se editaron junto con la clasificación de color agregada y, finalmente, se publicaron en un formato estereoscópico 3D para su revisión.
U2 desarrolló un estilo de edición en sus películas de conciertos anteriores que incluía cortes rápidos entre tomas, que Owens quería conservar en U2 3D. Debido a que el corte rápido en 3D provocaría mareos o fatiga visual, la película se editó para incorporar retrasos de al menos cuatro fotogramas entre tomas. Muchas de las transiciones se crearon mediante la combinación de varios cuadros de imágenes una sobre otra en imágenes compuestas. Cada uno de los marcos en capas presentaba una profundidad de campo diferente para mejorar los efectos 3D, y se colocaron juntas hasta cinco imágenes en una sola toma. Esto hizo de U2 3D la primera película en 3D con imágenes compuestas con más de dos capas, y el primero en ser editado específicamente para evitar que el espectador experimentase mareos o fatiga visual. El software no existía en el momento de superponer las imágenes 3D, por lo que se tuvo que desarrollar uno nuevo. Debido a que el proyecto se capturó en video de alta definición, cada fotograma usó casi 20 megabytes de datos en los servidores de 3ality Digital, y toda la película usó casi un petabyte  (1015 bytes). El proceso de edición 3D tomó más tiempo de lo que Owens esperaba, y en consecuencia, el proyecto superó el presupuesto, por lo que costó $ 15 millones de dólares de producción. La edición de video tomó 17 meses, y la película final se cortó a una duración de 85 minutos, siete menos que la anunciada originalmente.
El editor de audio, Carl Glanville trabajó en la banda sonora, donde unió el audio en una mezcla de sonido envolvente 5.1 con el ingeniero Robbie Adams en la ciudad de Nueva York. Las imágenes del video se guardaron en archivos por Wicki, que después entregó a Glanville para compilar la banda sonora. Glanville y Adams dijeron que la edición de audio fue difícil principalmente porque la selección de imágenes de video era limitada, ya que solo se capturaban ángulos de una o dos cámaras en la mayoría de los espectáculos. Además, las letras y la música de las interpretaciones de las canciones diferían ligeramente cada noche. Para evitar problemas de sincronización de labios con la música instrumental, los editores tuvieron que usar el audio exacto que se grabó durante cada toma. Para mezclar las voces se requirió que Glanville combinara el audio grabado desde los micrófonos del escenario con el de los de la audiencia y agreguara un breve retraso entre los dos para compensar cualquier eco o delay que hubiera ocurrido en el lugar. El sonido del canal del subwoofer se mezcló dentro de dos teatros IMAX en Los Ángeles para asegurar que el volumen de las frecuencias bajas fuera consistente con el resto de la banda sonora. Las imágenes de video editadas presentaban tomas de 10 a 20 segundos de duración, en contraste con las tomas más cortas que generalmente se encuentran en las películas de concierto. Se agregaron huecos extendidos entre las canciones para disminuir ligeramente el ritmo de la película. Todas las secuencias de audio y video utilizadas se grabaron en vivo en concierto, sin sobregrabaciones adicionales. Después de la postproducción, U2 3D se convirtió en la primera película de acción en vivo que se filmó, publicó y exhibió completamente en 3D, la primera película digital 3D de acción en vivo, y la primera película de concierto en 3D.

## Distribución

### Marketing

El logotipo de la película mostraba el título en una fuente tipo plantilla, diseñado por el director creativo John Leamy.

El avance de la película se estrenó en la feria comercial ShoWest en marzo de 2007, junto con imágenes de «Sunday Bloody Sunday». Los clips de las presentaciones de «Vertigo» y «The Fly» se presentaron en el tráiler, que el director creativo John Leamy editó, quien también diseñó el logotipo de la marca y la secuencia de títulos para U2 3D. El cartel de la película —que presenta un collage de imágenes de la película— le hizo ganar a Leamy un premio al mejor póster en la conferencia internacional anual de la Giant Screen Cinema Association en 2008. El tráiler se mostró en cines en 3D antes de Meet the Robinsons, la única película en 3D estrenada en cines a principios de 2007.
Programado originalmente para el tercer trimestre de 2007, el lanzamiento de la película se retrasó debido a que no se pudo encontrar un distribuidor. En octubre de 2007, National Geographic Cinema Ventures (NGCV) — la división de entretenimiento de la National Geographic Society— anunció que U2 3D sería el primer lanzamiento internacional importante de la división. Dos días después del anuncio, NGCV se combinó en la recientemente creada National Geographic Entertainment, una nueva unidad dentro de la sociedad que presenta varias divisiones de entretenimiento. El CEO de National Geographic, John M. Fahey, Jr., declaró que U2 3D fue elegido como el primer lanzamiento de la nueva unidad porque consideraron que U2 es «una banda del mundo» y que «la música del mundo es algo en lo que la Institución Geográfica está realmente interesada». National Geographic eligió Best Buy como el patrocinador estadounidense de la película y ofreció pases a miembros seleccionados del programa de fidelidad del minorista para ver U2 3D antes de su lanzamiento general. U2 3D se promocionó a través de internet, prensa, radio, televisión, en un JumboTron en Times Square, y en un auto de serie #19 Best Buy Dodge de NASCAR conducido por Elliott Sadler.

### Proyecciones iniciales

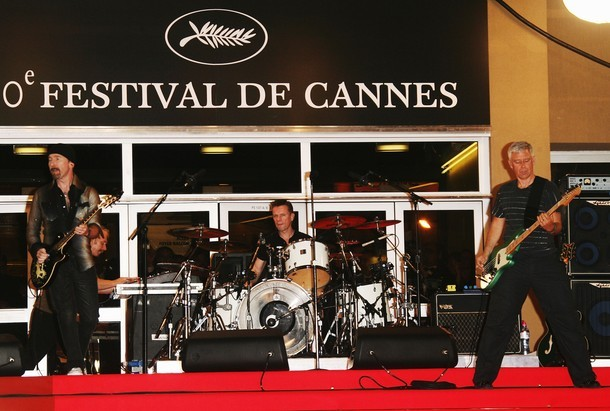
U2 realizó un breve show en el Festival de cine de Cannes 2007 antes de la presentación preliminar de la película.

U2 se comprometió a preservar el formato 3D de la película y decidió lanzarlo solo en 3D digital. Para ayudar a promover este formato de película, U2 3D se proyectó por primera vez en el Festival de Cine de Cannes de 2007 el 19 de mayo de 2007. Se convirtió en una de las nueve películas que se proyectaron fuera de concurso en el festival de 2007, y la primera película 3D de acción en vivo que se mostró en Cannes. Tras una breve interpretación de las canciones de U2 en el festival, la película se proyectó a medianoche en el Palacio de Festivales y Congresos. En ese momento, el proceso de postproducción 3D estaba incompleto; por lo tanto, se proyectó una versión corta de 56 minutos del título, con nueve de las 14 canciones de la versión completa. La versión completa se estrenó en el Festival de Cine de Sundance 2008 el 19 de enero de 2008 en el Teatro de Ellen Eccles. El teatro incorporó un sistema de sonido personalizado diseñado especialmente para el estreno con la nueva tecnología Dolby 3D, a lo que John Modell se refirió como «la proyección de películas de más alta tecnología que se haya hecho en la historia».

### Lanzamientos y taquilla
Se esperaba que U2 3D fuera proyectada solo en IMAX, pero el gran aumento en el número de cines digitales en 3D, al finalizar la postproducción, llevó a los directores a expandir el lanzamiento para incluir a estos últimos. Se utilizaron dos tipos diferentes de gafas 3D polarizadas para las funciones IMAX 3D y digital 3D. La versión IMAX 3D de la película usaba gafas con una lente polarizada horizontalmente y una polarizada verticalmente, mientras que la versión digital 3D usaba gafas con dos lentes polarizadas circularmente. John Modell describió la versión IMAX como una «experiencia más inmersiva», y declaró que la versión digital en 3D presenta colores «más vivos».
El 23 de enero de 2008, U2 3D se lanzó en los cines IMAX de los Estados Unidos y Canadá de forma limitada. Recaudó más de 960 000 dólares en los Estados Unidos durante su primer fin de semana después de exhibirse en 61 cines, y se ubicó en el número 20 en la taquilla. El estreno en IMAX tuvo lugar mucho antes que el lanzamiento general de la película, ya que muchos cines de IMAX se habían reservado para The Spiderwick Chronicles, que se lanzó el 15 de febrero. U2 3D se volvió el segundo largometraje de U2, después de Rattle and Hum de 1988, y la tercera película de concierto del Vertigo Tour, después de los filmes directos a video Vertigo 2005: Live from Chicago y Vertigo 2005: Live from Milan.
El estreno en los Estados Unidos estaba originalmente programado para el 15 de febrero de 2008, pero la fecha se retrasó una semana cuando Walt Disney Pictures decidió extender su lanzamiento de la película de concierto en 3D Hannah Montana and Miley Cyrus: Best of Both Worlds Concert —que inicialmente estaba programada para estar en los cines por una semana—. En cambio, el 15 de febrero, U2 3D tuvo un segundo estreno limitado en cines seleccionados en los Estados Unidos con la tecnología RealD 3D. El estreno europeo de la película tuvo lugar el 20 de febrero en el Festival Internacional de Cine Jameson en Dublín, seguido de su estreno internacional el 22 de febrero. Su primera semana en la cartelera nacional se volvió la de mayor recaudación en su estancia en cines, al recaudar más de 1 millón de dólares en 686 cines en los Estados Unidos y el número 19 en la taquilla. Sin embargo, comparando el desempeño en taquilla de Hannah Montana y Miley Cyrus, la revista en línea Spokesman-Review de Spokane7 dijo que U2 3D estaba «fallando miserablemente». A las tres semanas de su lanzamiento, U2 3D se proyectaba en menos de 100 cines en todo Estados Unidos. En ese momento, había recaudado menos de 6.6 millones de dólares, mientras que Hannah Montana y Miley Cyrus —que aún estaba en muchos cines desde su lanzamiento el 1 de febrero— había recaudado más de $60 millones. El BFI IMAX en Londres se reportó como el cine con mayor recaudación de U2 3D, generando $442 127 (£ 223 235) de más de 19 000 entradas vendidas durante las primeras siete semanas.
Antes de su estreno en Japón en febrero de 2009, U2 3D ya había recaudado 20 millones de dólares en ingresos de taquilla. Un reestreno en los Estados Unidos tuvo lugar en 2009 para coincidir con el lanzamiento del álbum de estudio de U2, No Line on the Horizon, seguido de relanzamientos en Brasil y España en 2011 y 2015, respectivamente, antes de las giras de conciertos de U2 en esos países. Además de los relanzamientos, el Salón de la Fama del Rock and Roll celebró la apertura de su nuevo cine en octubre de 2009 con la proyección de U2 3D en su museo. La estancia en taquilla de la película en los Estados Unidos finalizó el 26 de agosto de 2010, lo que elevó su total bruto interno a $10 363 341, tras 947 días de proyección. Los distribuidores de la película declararon que no había un límite predeterminado para su duración en cartelera, y ésta sería determinada por las ventas de taquilla. Debido a una estancia en cines indeterminada, las fuentes de la taquilla bruta total en todo el mundo varían; el sitio web Box Office Mojo reportó una ganancia bruta mundial de 22.7 millones de dólares en diciembre de 2010, mientras que la revista BoxOffice y el sitio web The Numbers listan los ingresos brutos en $ 23.4 millones y $ 26.2 millones, respectivamente.
Por su género, U2 3D tuvo éxito y estableció varios récords de taquilla. La película se convirtió en el documental de mayor recaudación en ser elegible para una nominación al Óscar en su ceremonia número 81. U2 3D estableció un récord en Irlanda para el promedio por pantalla más alto de todas las películas que se presentaron durante su primer fin de semana, y recibió 89 538 euros de ocho pantallas de cine durante sus primeros tres días. En febrero de 2011, Forbes clasificó a U2 3D como la quinta película de conciertos con mayor recaudación, ganando $14 millones más que Rattle and Hum, que se ubicó en el número siete.
El comunicado de prensa para el relanzamiento en España de 2015 establece que U2 3D ha sido licenciado exclusivamente para estrenos en cine, y no se distribuirá en televisión, Internet u otros formatos de video doméstico. Owens dijo en una entrevista en 2007 que hay planes de lanzar la película a un formato de video casero en 3D. Sin embargo, U2 controla los derechos auxiliares de U2 3D junto con su sello discográfico Universal Music Group, y han declarado que los derechos adicionales —como los de su lanzamiento en formato casero— no estarán disponibles hasta que la tecnología de video doméstico pueda cumplir con los mismos estándares digitales 3D que el cine.

## Recepción

### Crítica
Basado en 88 comentarios de los críticos, Rotten Tomatoes le otorgó a U2 3D un 92% de aprobación, y la clasificó como la cuarta película mejor calificada en su lanzamiento nacional de 2008. El sitio web le asignó una puntuación promedio de 7,5 sobre 10, con el consenso de que U2 3D fue «una experiencia musical estimulante al precio de una entrada de cine». En Metacritic —que asigna una calificación normalizada de 100 a las reseñas de los críticos principales—, la película recibió una puntuación promedio de 83, basada en 19 reseñas, lo que se traduce en «aclamación universal» en la escala de calificación del sitio web. La película recibió críticas positivas de Toronto Star y Variety tras su estreno de 56 minutos en el Festival de Cine de Cannes de 2007, cuando faltaban meses para el corte final de 85 minutos. Los críticos de publicaciones como Irish Independent, The New Zealand Herald, Reno News & Review, Toronto Star, y USA Today dijeron que la experiencia en 3D de la película fue «incluso mejor que la "cosa" real», aludiendo a la canción de U2 del mismo nombre. Las reseñas de Rolling Stone y Total Film declararon que la película parecía atraer a los fanáticos y no fanáticos de U2 por igual, tal como habían pretendido los cineastas.

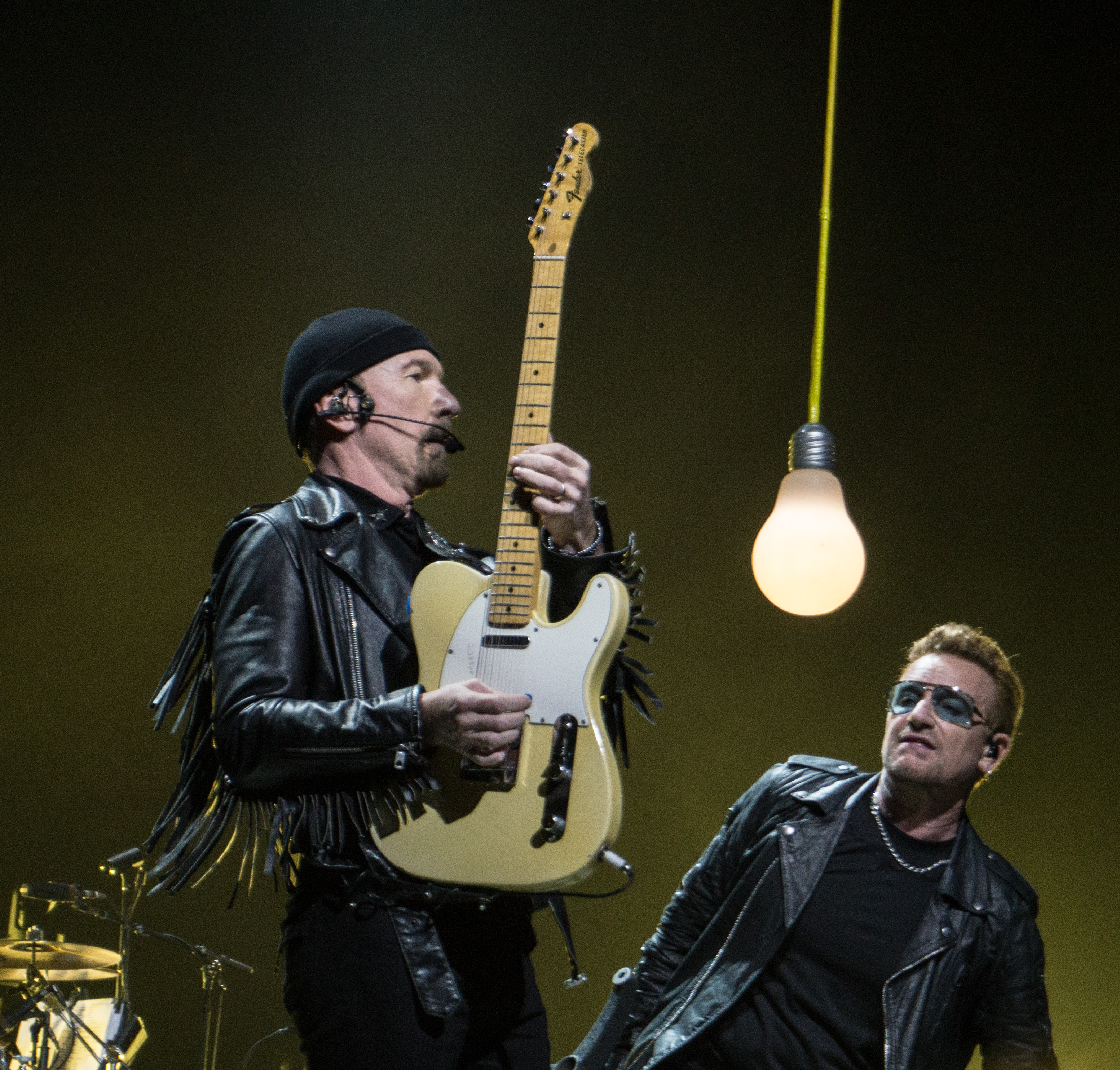
The Edge y Bono (fotografiados en 2015) estaban satisfechos con el resultado de la película.

Variety elogió U2 3D por sus sencillas grabaciones de conciertos, en comparación con las entrevistas y las grabaciones detrás de escena incluidas en Rattle and Hum. En un episodio de la serie de televisión At the Movies with Ebert & Roeper, Michael Phillips calificó la película como «un verdadero placer visual» y Richard Roeper la describió como «espectacular». The New York Times designó a U2 3D como una «elección de los críticos» y declaró en la su revisión que la película fue «la primera película IMAX que merece ser llamada una obra de arte». U2 3D apareció en las listas de muchos críticos de las diez mejores películas lanzadas en 2008, incluyendo The Austin Chronicle, OhmyNews International, Seattle Post-Intelligencer, The Sydney Morning Herald, y River Cities' Reader. Complex y Empire también la clasificaron como una de las mejores cintas en 3D. Como que la película solo se estrenó en cines, Den of Geek incluyó U2 3D en la lista de «15 movies that aren't on DVD but should be», indicando que «ninguna película de concierto [...] se ha acercado a la captura de la experiencia de manera tan precisa». Bono se mostró satisfecho con el resultado y dijo que su secuencia favorita era la actuación de «Miss Sarajevo». Cuando fue entrevistado sobre el Tour PopMart en 2009, Bono dijo que el video PopMart: Live from Mexico City era el mejor proyecto que U2 había hecho desde una perspectiva de audio y visual, y fue «eclipsado solo por U2 3D». A The Edge le complació que la grabación no mostrara nada de la angustia que sintió por la enfermedad de su hija durante el rodaje.
Sin embargo, la película también recibió críticas más severas. The A.V. Club lo calificó con una «B−» y declaró que la actuación de U2 era menos emocionante que los efectos 3D. La revista en línea FilmSlash criticó la declaración de The New York Times de que U2 3D fue la primera película de arte IMAX, afirmando que algunos de los primeros títulos de IMAX fueron «obras de arte experimentales». El crítico de música Joel Selvin escribió en el San Francisco Chronicle que ver a U2 en la pantalla grande fue «más molesto que esclarecedor», y Time Out London criticó las declaraciones políticas de Bono, donde dijo que «debe abstenerse de embestir sus predicaciones políticas serpenteantes en nuestras gargantas y dejar que la música hable». The Daily Telegraph favoreció a Rattle and Hum sobre U2 3D y calificó la interpretación de U2 de «poco atractiva», y criticó como «las cámaras, no la banda, están haciendo todo el trabajo». The Guardian, que otorgó una calificación de una de cinco estrellas, afirmó que U2 parecía ser «cuatro multimillonarios engañosos que están más arriba que nunca».

### Reconocimiento y legado
U2 3D recibió un reconocimiento favorable después de su lanzamiento, y ganó varios premios, los cuales se incluyen a continuación. En 2008, ganó tres, incluyendo «Mejor película producida no exclusivamente para la pantalla grande» en los Giant Screen Cinema Association's 2008 Achievement Awards, «Mejor película musical» en los Premios MTV Latinoamérica 2008, y el «Premio Pioneer (Cine y Televisión)» en el 3D Film and Interactive Film Festival de 2008. En febrero de 2009, la película recibió el premio de «Efectos visuales sobresalientes en un proyecto de lugar especial» de la Visual Effects Society (VES) en su séptima Ceremonia Anual.
El extenso uso de la tecnología durante la producción se presentó como un artículo de portada en la edición de diciembre de 2007 de la revista de video de alta definición HDVideoPro, un mes antes del estreno de U2 3D. El uso de la tecnología evolutiva llevó a Catherine Owens a ser seleccionada como oradora invitada en la conferencia SIGGRAPH de 2008, que tuvo lugar varios meses después del lanzamiento de la película. Después de que U2 3D recibiera elogios de los aficionados, la crítica y la industria cinematográfica, varios cineastas declararon que sentían que ayudaba a crear un cambio de paradigma en la historia del cine, debido a los avances tecnológicos utilizados en la producción. El director Wim Wenders se inspiró para crear el documental de danza en 3D Pina de 2011 después de asistir a la proyección de U2 3D en Cannes. El uso de la nueva tecnología de la película también inspiró a la banda de rock Muse a aumentar los valores de producción para su lanzamiento en 2013 Live at Rome Olympic Stadium, que se convirtió en la primera película de concierto filmada en resolución 4K.
Tras el éxito de U2 3D, 3ality Digital siguió como pionero en proyectos 3D. Tras experimentar previamente con la filmación de juegos de fútbol americano en 3D, 3ality Digital transmitió con éxito el primer juego en vivo de la NFL en 3D en diciembre de 2008. En 2009, 3ality Digital transmitió el primer streaming deportivo en 3D disponible para los consumidores, el primer comercial de televisión en 3D y el primer episodio en 3D de un programa de televisión con guion. El director de espectáculos de U2, Willie Williams, reclutó al director de fotografía de U2 3D Tom Krueger para diseñar la cobertura de fotografía y video para la gira en 360° del 2009 al 2011 de la banda. Krueger dirigió su posterior película de concierto, U2 360° at the Rose Bowl, que se estrenó en 2010.

## Lista de canciones
Todas las fueron canciones escritas por U2, excepto «Miss Sarajevo» (coescrita con Brian Eno).
1. «Vertigo»
2. «Beautiful Day»
3. «New Year's Day»
4. «Sometimes You Can't Make It on Your Own»
5. «Love and Peace or Else»
6. «Sunday Bloody Sunday»
7. «Bullet the Blue Sky»
8. «Miss Sarajevo» / Declaración Universal de los Derechos Humanos
9. «Pride (In the Name of Love)»
10. «Where the Streets Have No Name»
11. «One»

Encore
1. «The Fly»
2. «With or Without You»

Créditos finales
1. «Yahweh»[8]